# Borgne (gemeente)
Borgne (Haïtiaans-Creools: Obòy) is een stad en gemeente in Haïti met 67.000 inwoners. De plaats ligt aan de Atlantische Oceaan, 34 km ten noordwesten van de stad Cap-Haïtien. Het is de hoofdplaats van het gelijknamige arrondissement in het departement Nord.
Er worden sinaasappelen, bananen, koffie, cacao en katoen verbouwd. Verder is er een vissershaven.

## Indeling
De gemeente bestaat uit de volgende sections communales:
| Nr. | Naam                         | Km²   | Inw.2015 |
| --- | ---------------------------- | ----- | -------- |
| 1   | Margot                       | 37,76 | 11.962   |
| 2   | Boucan Michel                | 34,84 | 12.820   |
| 3   | Petit Bourg de Borgne        | 25,29 | 13.498   |
| 4   | Trou d'Enfer                 | 18,17 | 4.089    |
| 5   | Champagne                    | 15,66 | 1.582    |
| 6   | Molas                        | 29,83 | 6.552    |
| 7   | Côte de Fer et Fond Lagrange | 40,54 | 16.418   |